# Maciej Garbowski
Maciej Garbowski (* 2. Februar 1981 in Katowice) ist ein polnischer klassischer und Jazzmusiker (Kontrabass, Komposition).

## Leben und Wirken
Garbowski begann mit zehn Jahren Kontrabass zu lernen. Er studierte bis 2004 am Jazz-Instituts und bis 2005 an der Klassischen Fakultät der Musikakademie Katowice. Zwischen 2002 und 2005 war er Mitglied des Aukso-Kammerorchesters unter der Leitung von Marek Moś.
Bereits 2001 gründete er mit dem Pianisten Przemysław Raminiak und dem Schlagzeuger Krzysztof Gradziuk das Trio RGG, das mehrere Alben vorlegte; seit 2013 ist Łukasz Ojdana der Pianist. Nun erspielte sich das Trio einen Ruf als Repräsentant des zeitgenössischen akustischen Jazz in Polen; es entstanden auch Alben mit Musikern wie Evan Parker, Verneri Pohjola, Samuel Blaser und Trevor Watts. Garbowski ist auch Initiator und Komponist des Projekts Lutosławski Collective. Tomasz Stańko holte ihn in sein New Balladyna Quartet; auch gehörte er zum Quartett der Sängerin Anna Gadt. Er gehörte auch zum Trio und Quartett von Maciej Obara und zum Quartett von Piotr Schmidt; auch nahm er mit Daniel Popiałkiewicz und mit Piotr Damasiewicz auf. Zudem arbeitete er mit Anders Jormin, Lena Willemark, Kristina Fuchs, Elma Kais oder Jon Fält.
Seit 2007 ist er als Bass-Dozent am Jazz-Institut der Musikakademie in Katowice tätig.

## Preise und Auszeichnungen
Garbowski erhielt den Ersten Preis auf dem Jazz Blizzard Festival 2003 und 2007, den Zweiten Preis und Publikumspreis auf dem Getxo Jazzfestival 2003. Mit RGG erhielt er den Grand Prix Jazz Melomani 2008 für das beste Jazz-Album (Unfinished Story). Sein Solo-Debütalbum Elements wurde 2013 für den Musikpreis Fryderyk nominiert. Er ist der Gewinner des dritten Platzes beim Internationalen Kompositionswettbewerb Krzysztof Komeda 2003 für die Komposition In Him We Trust.

## Diskographische Hinweise
- RGG Unfinished Story – Remembering Kosz (Ecnalubma Records 2007)
- Elements (IMP 2012)
- RGG Szymanowski (Fonografika, 2013)
- Garbowski-Cruz Quartet Rashomon Effect (IMP 2014, mit Ivann Cruz, Kari Heinilä, Peter Orins)
- RGG: Aura (Okeh Records, 2015)[4]
- Wei3 Kaliko (Circum-Disc 2016, mit Jarry Singla, Peter Orins)
- RGG: Memento (Warner Music Poland, 2019)
- Marcin Hałat / Maciej Garbowski / Krzysztof Gradziuk feat. Pablo Held: Improcode / The Owl (Fundacja Słuchaj, 2020)